# Georges Conchon
Georges Conchon (n. 9 mai 1925, Saint-Avit, Auvergne, Franța – d. 29 iulie 1990, Champigny-sur-Marne, Île-de-France, Franța) a fost un scriitor și scenarist francez care a câștigat Premiul Goncourt în 1964 pentru romanul L'État sauvage.

## Biografie
A crescut într-o familie de profesori și, după ce a obținut o licență în filosofie, a câștigat concursul pentru o funcție în parlament și a intrat în Adunarea Uniunii Franceze, unde a fost șef de divizie între 1952 și 1958. A început să scrie în timp ce călătorea intens, mai ales în Africa. În 1960 a devenit secretar al dezbaterilor în Senat, funcție pe care a deținut-o până în 1980. A fost jurnalist și romancier, iar în 1967 și-a început cariera de scenarist.
Primul său roman publicat a fost Les Grandes Lessives în 1953, urmat de Chemins écartés. A fost angajat apoi de Pierre Lazareff la France-Soir ca jurnalist. Această experiență a dus la scrierea romanului L'État sauvage, care i-a adus Premiul Goncourt în 1964.
Înainte de Premiul Goncourt, a primit Premiul Fénéon în 1956 și Premiul Librarilor în 1960 pentru La Corrida de la victoire.
Ca scenarist, cariera sa este impresionantă, incluzând filme precum L'Horizon (în regia lui Jacques Rouffio, 1967), Sept Morts sur ordonnance (J. Rouffio, 1976), La Victoire en chantant (Jean-Jacques Annaud, 1976), Judith Therpauve (Patrice Chéreau, 1978), La Banquière (Francis Girod, 1980). A lucrat și în televiziune, coordonând o colecție de filme pentru A2 și lansând seria Châteauvallon. Unele dintre cărțile sale au fost adaptate pentru marele ecran, inclusiv L'État sauvage și Le sucre, ambele regizate de Jacques Rouffio.
Ultima sa colaborare cinematografică a fost dedicată istoriei celebrului asasin din secolul al XIX-lea, Lacenaire. Filmul, regizat de Francis Girod, a fost lansat în 1990.
A fost decorat cu titlurile de Cavaler al Legiunii de onoare, Ofițer al Ordinului Meritului și al Artelor și Literelor, fiind activ și din punct de vedere politic, atât în PSU, cât și în Partidul Socialist.